# الطيرة
الطيرة (بالعبرية: טִירָה) هي مدينة عربية تقع ضمن المثلث الجنوبي وحسب التقسيم الإداري الإسرائيلي في اللواء الأوسط، تبلغ مساحتها 11,894 دونم.حازت على صفة المدينة عام 1991م. وهي ثالث أكبر مدينة في منطقة المثلث بعد مدينة أم الفحم، ومدينة الطيبة، وتعتبر ثامن أكبر مدينة عربية داخل إسرائيل أو في الوسط العربي بعد مدينة الناصرة وأم الفحم والطيبة ورهط وشفا عمرو وسخنين وطمرة. وفقاً لمعطيات الهيئة المركزية للإحصاء يشغل منصب عضو بلدية 15 مواطنًا، وبلغ التعداد السكاني فيها حتى شهر أبريل سنة 2012م، وبلغ تعداد أهالي المدينة حتى نهاية عام 2021م 27,392 نسمة. وبلغ النمو الطبيعي للسكان في المدينة حتى عام 2021م 2.06%. الغالبية العظمى لسكان الطيرة هم من المسلمون (99.9%). مقابل كل 1,000 ذكر هناك 987 أنثى. وفق معطيات الهيئة المركزية للإحصاء لعام 2012م، وفي نهاية عام 2021م بلغ عدد الذكور 13,768 والإناث 13,624. المدينة تندرج من حيث المستوى الاجتماعي - الاقتصادي في المستوى المتوسط (6 فقراء من بين 10) وحتى عام 2021م صُنفت المدينة في المستوى الخامس حسب السلم الاجتماعي-الاقتصادي للمدن. نسبة مستحقي شهادة البجروت من طلاب صفوف الثواني عشر في السنة الدراسية 2009/2010 كان 48.3%، وفي عام 2021م ارتفعت النسبة الى 70.4%. بلغ الأجر المتوسط للأجيرين في عام 2010 4,900 شاقل (المتوسط القطري: 6,750 شاقل)، وفي عام 2021م بلغ الأجر المتوسط في المدينة 6,984 شاقل.

## تاريخ
في القرن الثاني عشر، خلال الفترة الصليبية، كانت القرية مملوكة لفرسان مستشفى القديس يوحنا الأورشليمي. وأُجرت لروبرت سنجيل وورثته. في القرنين الرابع عشر والخامس عشر، كانت طيرة محطة على الطريق بين غزة ودمشق،  وتم تشييد خان فيها.

### الحقبة العثمانية
أطلق بيير جاكوتين على القرية اسم ارتاحه في خريطته من عام 1799. وفي عام 1882، وصف المسح الإستقصائي لصندوق استكشاف فلسطين الطيرة على النحو التالي: «قرية ظاهرة على ربطة في السهل، محاطة بالزيتون، مع بئر على الجانب الغربي».

### الإنتداب البريطاني
في تعداد فلسطين 1922 الذي أجرته سلطات الانتداب البريطاني، كان عدد سكان الطيرة حوالي 1,588 نسمة؛ منهم 1,582 مسلمين،  وحوالي ستة مسيحيين أرثوذكس،  وشهد عدد السكان زيادةً في تعداد عام 1931 ليصل إلى حوالي 2,192 نسمة؛ منهم حوالي 2,190 من المُسلمين وحوالي 2 من المسيحيين، يسكنون في حوالي 380 منزلاً.
في إحصائيات عام 1945، بلغ عدد سكان الطيرة حوالي 3,180 نسمة،  والذين كانوا يملكون حوالي 26,803 دونم من الأرض.

### حرب 1948

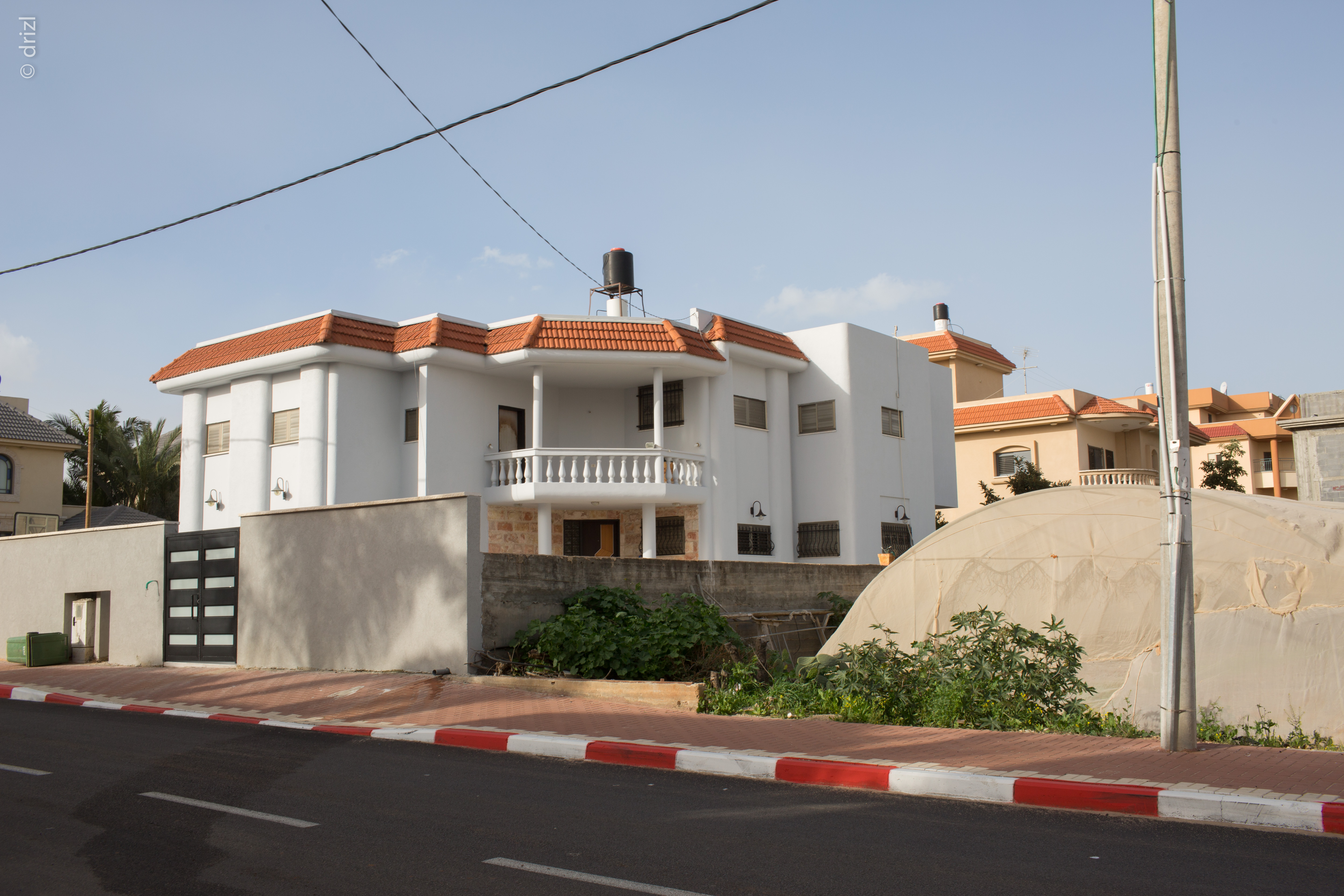
جانب لمنازل مدينة الطيرة.

كانت الطيرة عام 1948م محاطة بعدد من المستوطنات اليهودية، فمن الجنوب تقع مستوطنة رمات هكوفيش ومن الغرب مستوطنة حيروت ومن الشمال الغربي تقع كفار هيس وتلموند، لذا رأى الجانب اليهودي أن الطيرة موقع مقلق بالنسبة لهذه المستوطنات وأنها تشكل خطراً عليها وتهدد أمنها. لذا تعرضت الطيرة لمناوشات واعتدائات وهوجمت عدة مرات من قبل التنظيمات اليهودية.
كانت أبرز المعارك التي وقعت في الطيرة هي معركة الخميس، حيث وقعت المعركة الأولى يوم الخميس 13 أيار 1948م عندما هاجمت الهجاناه الطيرة من الجهة الشمالية الغربية من مستوطنة كفار يعبس فدخلوا كروم الطيرة المحاطة بسياج من الصبر وقد قصدوا الفاجئة ومباغتة الطيرة وحاميتها لذا كانت الأوامر عدم إطلاق النار على أصحاب الكروم والمزارعين لكسب عنصر المباغتة. شاهد عدد من المزارعين الجنود اليهود الزاحفين تجاة الطيرة فهرعوا نحو الحامية في الإستحكامات الغربية من البلدة وقد حفرت بمحاذاة البيوت في الجهة الغربية واعلموهم بذلك ودخلوا البلدة ناشرين خبر الهجوم فهب المقاتلون وكل من معه قطعة سلاح نحو المنطقة المهددة. وكان أيضاً في الطيرة حامية من المتطوعين السوريين من جيش الإنقاذ.
وفي فترة وجيزة أخذ المسلحون مواقعهم في الإستحكامات ولما كشف أمر الهجوم وقعت المعركة وارتفع صوت الرشاشات والبنادق في أرض المعركة. استبسل المجاهدون الذين ينتمى اغلبهم إلى جيش الجهاد المقدس بقيادة سعيد السبع في الدفاع عن القرية، فردوا المهاجمين خائبين وقد خلفوا ورائهم عدداً كبيراً من من القتلى والأسلحة في أرض المعركة التي دارت رحاها في وضح النهار في كروم الطيرة الغربية. وقد سقط أربعة شهداء في هذه المعركة ثلاثة من أهل الطيرة وهم: محمد طه، عبد الحفيظ أسعد وأبو عثمان من مسكة وأما الشهيد الرابع فكان مقاتلا سورياً.
وفي اليوم التالي الجمعة 14 أيار 1948م قامت الهجاناه بهجوم ثاني على الطيرة التي كسبت المعركة الأولى ورفعت من معنويات أهلها إلا أنهم من باب الحيطة والحذر رحلّوا قسماً من النساء والأولاد بعيداً عن أرض المعركة. وقد حدث ما توقعوه. فقد بدأت القذائف والقنابل تقع على الطيرة وعلى إستحكاماتها ثم تبع ذلك هجوم من الجهة الجنوبية من رمات هكوفيش وتقدم حتى وصلوا مشارف بيوت الطيرة وبفضل النجدات التي وصلت إلى الطيرة من الطيبة قام قسم منها بحركة التفاف من الجهة الجنوبية الشرقية على المعتدين وقلبوا موازين المعركة لصالح المجاهدين، فتراجع المهاجمون فارين إلى رمات هكوفيش واحتل المدافعون عن الطيرة بعض المواقع وأهمها الحاووز وأوقعوا عدد كبير من القتلى والجرحى في صفوفهم وبذلك انتهت المعركة الثانية بالنصر رغم وقوع ستة شهداء.
ووقعت المعركة الثالثة التي تعرف لدى أهالي الطيرة والطيبة «بمعركة المدافع» وكان ذلك يوم الأحد 27 أيار 1948م حيث قصف المهاجمون اليهود الطيرة من عدة جهات بمدافع المورتر قصفاً شديداً استمر طيلة الليل مما جعل السكان الخروج من القرية فارين من خطر القذائف ولم يبقى إلا المقاتلون. وقد جاء المهاجمون من جهة الشمال حتى وصلوا المدرسة العمرية اليوم فاشتبكوا مع الحامية المحلية التي نفذت ذخيرتها وأصبح الخطر يهدد الطيرة بالسقوط بأيدي المهاجمين لولا وصول النجدة من الطيبة والتي ضربت طوقاً على القوات المهاجمة دون تخطيط مما أربك المهاجمين واعتقدوا أنهم وقعوا في مصيدة ففروا هاربين تاركين أسلحتهم وعتادهم في أرض المعركة مما رفع من معنويات أهالي الطيرة وطاردوا فلولا المهاجمين في كروم القرية الشمالية موقعين فيهم خسائر فادحة. ومن الشباب الطيباويين الذين اشتركوا في هذة المعركة: عبد الرحيم الحاج يحيى وعبد الفتاح الدسوقي وأحمد رمضان الجميل وعبد الحميد نصر هدهد حاج يحيى. هذا وقد قامالمجاهدون بسحب وسحل رأس أحد المهاجمين وراء سيارة نقلتة حتى قرية الطيبة بعد هذه المعركة دخل الجيش العراقي الطيرة وجعل له مقراً واحداً وأحدث نظاماً جديداً من (الطابات) ونقاط الدفاع كما جنّد عدد من الشباب ودفع لهم الرواتب. في هذه هذة الفترة وقعت مناوشات كثيرة مع رمات هكوفيش. وفي أعقاب هذه وقعت (معركة كينات أبو علبة) في الجهة الجنوبية بعد أن احتلها اليهود فقام الجيش العراقي بقصف الموقع ثم تلاه هجوم بمشاركة المقاتلين من أبناء الطيبة والطيرة وتم استعادة الموقع وتحريره. وممن اشترك في هذه المعركة من أبناء الطيبة: عبد الرحمن الهدهد (أبو خالد)، أبو سليم مصاروة (مصري)، عبد الرحمن الشيخ يوسف، وحسن التلي، مصطفى جبالي (أبو الحكم) وآخرين من عائلة جبالي بلعوم وعائلة جبارة.
وبالرغم من تلك الوقفة الباسلة التي وقفها أهل الطيرة في معارك عام 1948م، فإن القرية سُلّمت لليهود مع سائر قرى المثلث الجنوبي في إثر هدنة رودوس عام 1949م، تلك الهدنة التي كرست الهزيمة العربية من ناحية، وسمحت بقيام الأساس الأوّل للدولة اليهودية من ناحية ثانية.

### معتقدات الطيرة
تناقل الآباء والأجداد حكايات حول الشيخ صبري بأنه أحد أولياء الله فكانت النساء تخرج في سنوات المحن إلى قبره طالبات الشفاعة.

## الموقع
تقع الطيرة في الطرف الشرقي من مركز السهل الساحلي، على مجموعة من التلال المرتفعة حوالي 75 متراً عن سطح البحر. وهي تطل على سهل منبسط يمتد شرقاً قرابة 4 كيلومترات حتى بلدة كوخاف يئير الواقعة على الحدود مع السلطة الفلسطينية، ويمتد غرباً نحو عشرة كيلومترات، ينتهي بمشارف شاطئ البحر الأبيض المتوسط. تحيط مدينة الطيرة مجموعة من القرى والمدن اليهودية والعربية، منها: موشاب حيروت وتل موند في الغرب وكفار هس في الشمال الغربي وكيبوتس رمات هكوفيش في الجنوب وقلقيلية في الجنوب الشرقي وكوخاف يئير وتسور-نتان في الشرق وكفار يعبس وقلنسوة في الشمال، والطيبة في الشمال الشرقي.

## المناخ
يعتبر مناخها مناخ البحر الأبيض المتوسط، في الصيف حار ورطب وفي الخريف والربيع معتدل والشتاء بارد وماطر. تعتبر منطقة الطيرة منطقة إستراتيجية مهمة التي تفصل بين الشرق والغرب والشمال والجنوب.

## ديموغرافيا

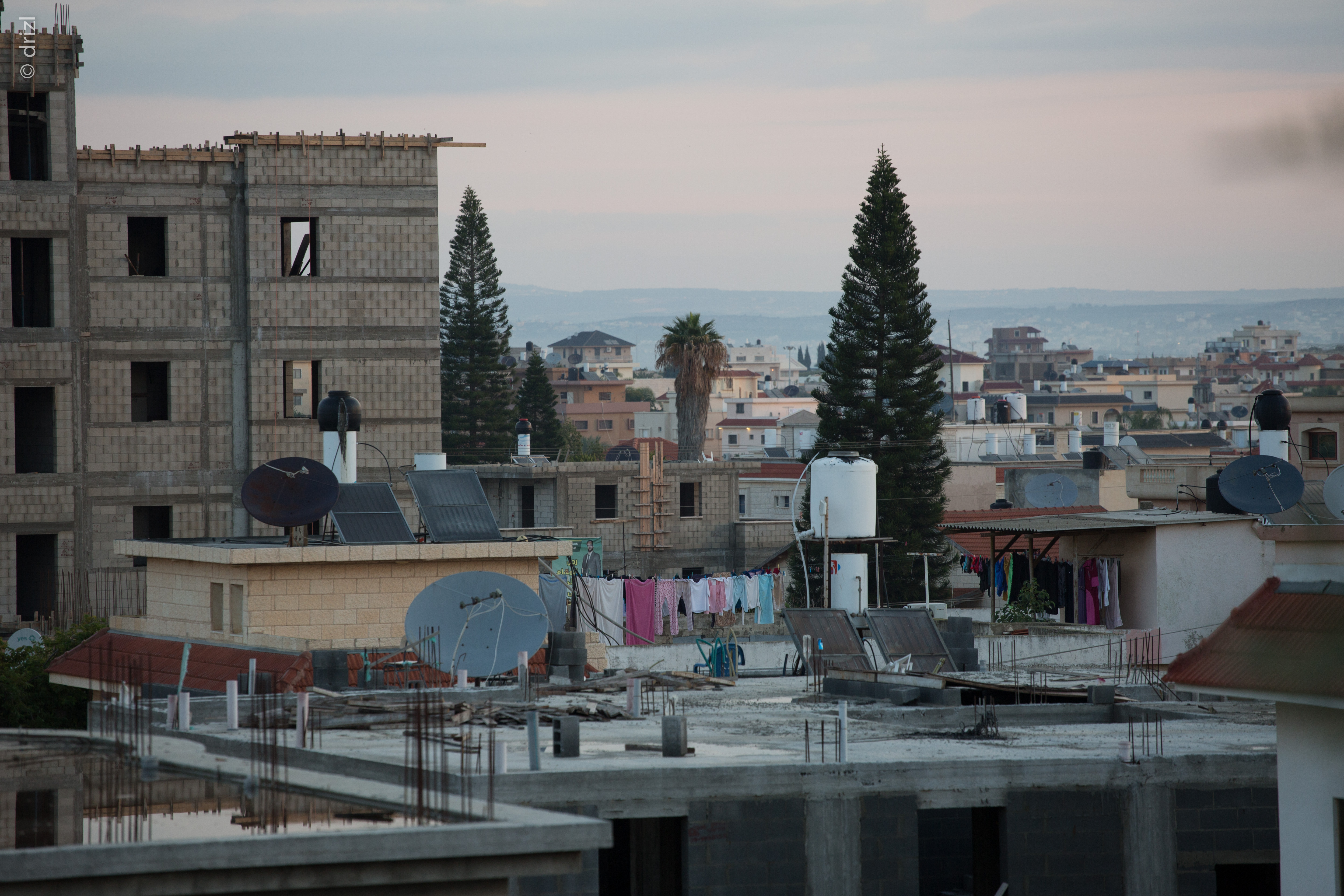
جانب لمنازل مدينة الطيرة.

وفقا لدائرة الإحصاء المركزية الإسرائيلية، في عام 2004 كان التركيبة الدينية والعرقية للمدينة من 99.9% من المواطنين العرب المسلمين السنَّة.
ويعيش عدد صغير من اليهود أيضاً في الطيرة، ويرجع ذلك أساساً إلى تكاليف السكن الأقل تكلفة التي تقدمها الطيرة بالمقارنة مع العديد من المناطق اليهودية، مثل كفار سابا المجاورة.
ووفقاً لدائرة الإحصاء المركزية الإسرائيلية، كان هناك في عام 2001، تتشكل البلدة من حوالي 9,600 من الذكور وحوالي 9,300 من الإناث. حوالي 47.4% من سكان الطيرة هم من عمر 19 سنة أو أقل، وحوالي 16.2% هم من الفئة العمرية بين 20 حتى 29 سنة، وحوالي 19.9% هم من الفئة العمرية بين 30 حتى 44 سنة، وحوالي 10.8% هم من الفئة العمرية بين 45 إلى 59 سنة، وحوالي 1.8% هم من الفئة العمرية بين 60 إلى 64 سنة، وحوالي 3.8% هم من الفئة العمرية 65 سنة أو أكثر. معدل النمو السكاني في عام 2001 كان 2.8%. في عام 2004، كان 41.3% من السكان من عمر 17 سنة أو أقل، وكان 54.5% هم من الفئة العمرية بين 18 حتى 64 سنة، وكان حوالي 4.2% من عمر 65 سنة فما فوق.
في عام 2017 نما عدد السكان بمعدل نمو سنوي بلغ 1.8%. وكانت في المرتبة الرابعة من أصل عشرة في المؤشر الاجتماعي-الاقتصادي في عام 2015. وبلغت نسبة المؤهلين للحصول على شهادة الثانوية العامة أو البجروت بين طلاب الصف الثاني عشر بين عام 2016 وعام 2017 حوالي 55.7%. وكان متوسط الراتب الشهري للسكان في نهاية عام 2016 هو 6,348 شيكل جديد بالمقارنة مع المتوسط الوطني حوالي 8,913 شيكل جديد.

## الأوضاع الإجتماعية

### الاقتصاد

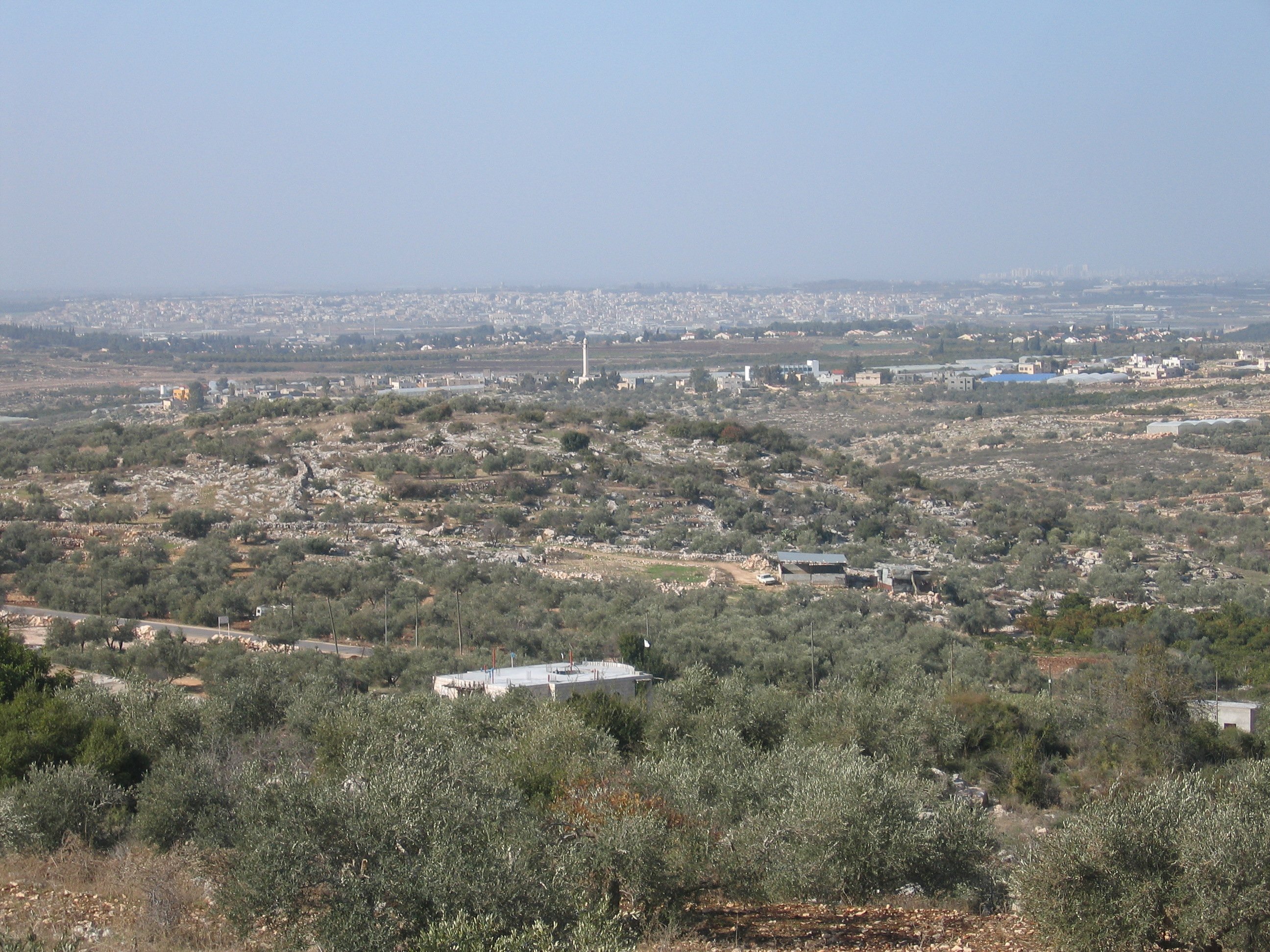
مزرعة في الطيرة.

ووفقاً لما ذكرته دائرة الإحصاء المركزية الإسرائيلية، فإنه اعتباراً من عام 2000، كان عدد العاملين في المدينة يبلغ 3,654 عاملاً، وحوالي 953 شخص يعملون لحسابهم الخاص. متوسط الأجر الشهري في عام 2000 للعاملين الذين يتقاضون رواتب في الطيرة هو 3,767 شيكل جديد، وهو زيادة بنسبة 2.4% خلال عام 2000. لدى أجور الذكور أجر شهري متوسط 4,494 شيكل جديد (تغيير بزيادة 6.1%) مقابل 2,319 شيكل جديد للإناث (تغير بحوالي −13.0%). متوسط الدخل للعاملين لحسابهم الخاص هو 4,289 شيكل جديد. هناك 69 شخصًا يتلقون إعانات بطالة وحوالي 1,183 شخصاً يحصلون على ضمان للدخل. في عام 2004، كان حوالي 41.9% من السكان جزءاً من القوة العاملة.

### التعليم
وفقاً لمعطيات دائرة الإحصاء المركزية الإسرائيلية، ضمت الطيرة حوالي عشرة مدارس درس فيها حوالي 4,735 طالب. وهي موزعة على شكل سبع مدارس ابتدائية تضم 2,896 من طلاب المدارس الابتدائية، وثلاث مدارس ثانوية تضم 1,839 طالباً من المدارس الثانوية. من بين طلاب الصف الثاني عشر، تأهل حوالي 64.8% على شهادة البجروت في عام 2001. ووفقا لمعطيات دائرة الاحصاء المركزية في عام 2021م ضمت الطيرة 16 مدرسة 9 منها مدارس ابتدائية و7 مدارس فوق-ابتدائية.
في عام 2004 كان 6.5% من السكان لديهم 0 سنوات من التعليم، وحوالي 17.1% لديهم ما يصل إلى 8 سنوات، وحوالي 55% من 9 إلى 12 سنة، وحوالي 11.8% لديهم 13-15 سنة، وحوالي 9.% لديهم 16 سنة أو أكثر من التعليم. حوالي 10% من السكان حاملين على شهادة جامعية.

## المعالم

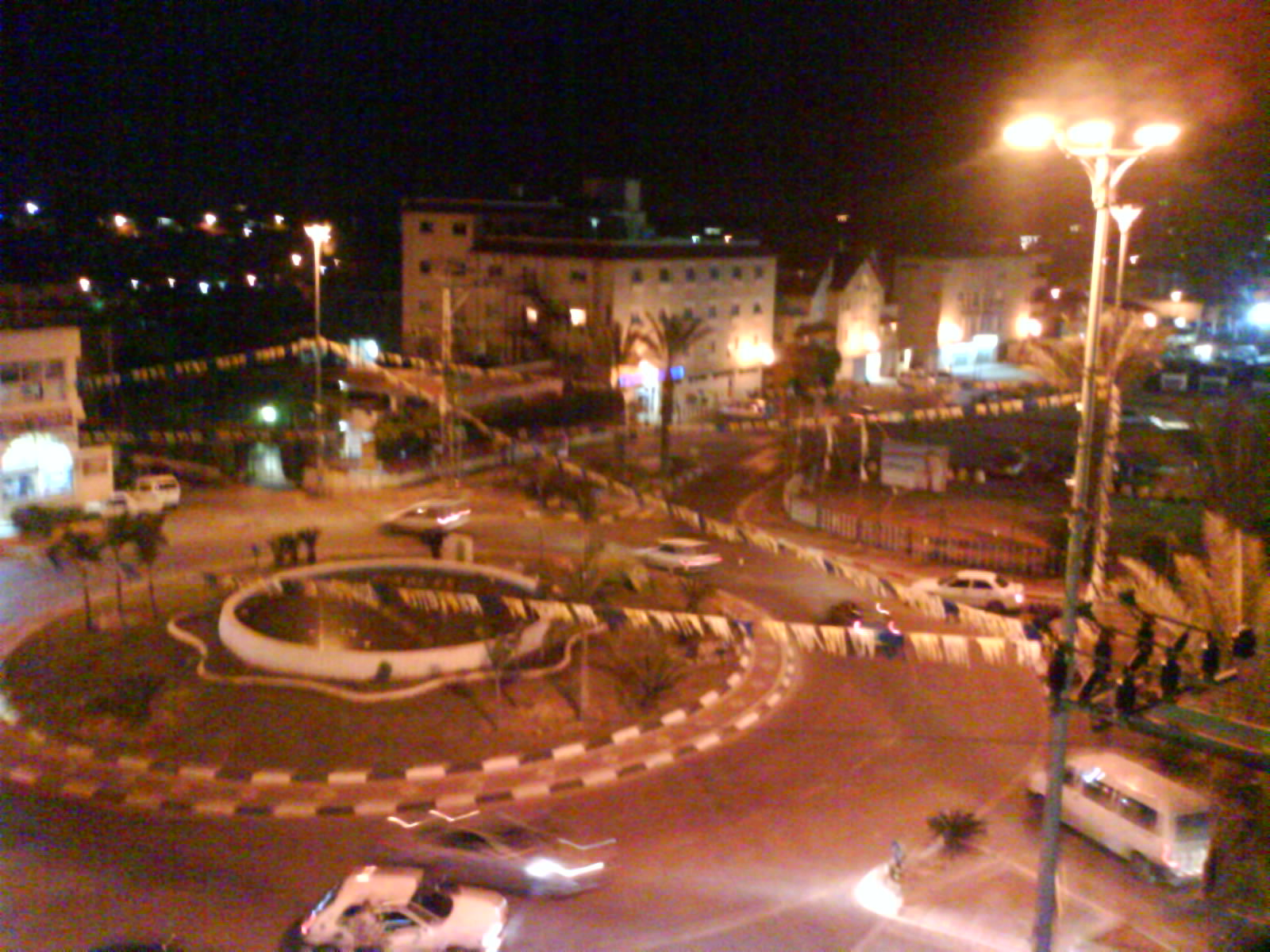
مدخل مدينة الطيرة الجنوبي.

### المحص
منطقة المحص تعتبر من أقدم المناطق في الطيرة ومنها بدأت الطيرة بالتوسع وتلقب منطقة المحص بعاصمة الطيرة

### بئر المحجرة
هي بئر مربعة الشكل، يتراوح عمقها بين 30-40 متراً وتقع شمال شرق الطيرة. كانت هذه البئر مصدراً يسقي المسافرين على درب السلطان، وقد إستعملها العثمانيون في أواخر القرن التاسع عشر وأوائل القرن العشرين لسقي مواشيهم.

### الجسر
وهو مبني من الحجارة القوية فوق وادٍ فكان يسهل مرور القوافل والعجلات السائرة على درب السلطان، وقد ظلّت جدرانه قائمة حتى الستينات.

### بئر الأتراك
هي البئر الرئيسية في الطيرة التي كان يشرب منها الناس حتى عام 1955م. وقد حفرها الأتراك العثمانيون في النصف الثاني من القرن الثامن عشر، وقد طمرت عام 1975م.

### المسجد القديم
أسس هذا المسجد قبل حوالي 200 سنة.

### العائلات
- عبد الرحيم
- أبو خيط
- سمارة
- منصور
- عبد الحي
- قاسم
- ناصر
- ظاهر
- جابر
- سلطان
- حمدان
- قادري
- مطر
- قشوع
- جلجولي
- عراقي
- بشير
- فضيلي
- خطيب
- دعاس
- مصاروة
- أبو السمور
- جندية
- أبو دية
- بشارة
- عقفة
- كوري
- خفّش
- مصري
- تيتي
- كوري
- خاسكية
- شبيطة
- سلطاني
- عروق
- عتيلي
- مرضي
- موسى
- تايه

## شعر في الطيرة
في عزّ احتدام معارك حرب عام 1948م، حيث كانت الانتصارات سجالاً، وفي وسط معمعة الكرّ والفرّ كان الكثير من المقاتلين يرددون الأهازيج والعتابا، فها هو أحد شعرائنا الشعبيين يتغنّى ببعض أبيات (العتابا) أمام قوّة من الجيش العراق في طيرة المثلث الفلسطينية على مسمع من قوة العدوّ المقابلة على الشريط الساحلي، فيقول:
وكان الحضور يردّون بغناء الميجنا والأهازيج، ويكرّرون من حين إلى آخر، شعارات، كالشعار التالي:

## توأمة مدن
- ألمانيا، بورغ باي ماغدبورغ.